# Finnoxel
Finnoxel (Sorbus hybrida L, synonym Sorbus fennica (Kalm) Fr) är en art inom rönnsläktet i familjen rosväxter.

## Beskrivning
Finnoxeln är ett lågt träd, 4–5 m högt, ibland buskartat. Bladen är ludna på undersidan. Blommar i juni med gulvita starkt doftande blommor i klasar. Bären är centimeterstora och röda, smakar något surt.
Arten är tetraploid (2n=68) och apomiktisk, d.v.s. den förökar sig utan att blommorna befruktas. Alla avkomlingar blir därför genetiskt identiska med ursprungsväxten. Hårdraget skulle man kunna säga att det är samma individ, som finns åtskilt på flera ställen. (Jämför daggkåpa och maskros.)
Fåglar äter gärna frukterna, och sprider därigenom arten genom de frön som följer med fågelns träck.
Sällsynt kan dock finnoxeln få fertila blommor, och den kan då hybrisera sig med rönn.

## Habitat
Finnoxel är en skärgårdsväxt och finns sparsamt i södra Norges kusttrakter, norra Bohuslän, Södermanland, Gotland inklusive Fårö och Gotska sandön, Uppland, och sydvästligaste Finland inklusive Åland.

### Utbredningskartor
- Norden
- Finland

## Förväxlingsarter
Träd med snarlika utseenden är fagerrönn (Sorbus meinchii) och avarönn (Sorbus teodori). Enligt senare forskning anses fagerrönn och avarönn enbart vara olika populationer av samma art.[källa behövs] Avarönn har fått sitt namn efter den första noterade växtplatsen vid Ava på Fårö.

## Biotop
Torr, gärna kalkrik mark.

## Namn
Bladen har vissa likheter med såväl rönn (Sorbus acuparia och oxel (Sorbus intermedia) vilket givit upphov till de alternativa namnen rönnoxel och oxelrönn.
Ett dialektalt namn på Gotland är ampur-tré.